# Гамбурзький планетарій
Га́мбурзький планета́рій (нім. Planetarium Hamburg) — один із найбільших планетаріїв Німеччини і найвідвідуваніший планетарій у країні.
Планетарій побудований у 1930 році в колишній водонапірній вежі в Гамбурзькому міському парку. Відтоді її кілька разів оновлювали та вдосконалювали технологічно. Стара водонапірна вежа з планетарієм є однією з визначних пам'яток районів Гамбург-Північ і Вінтерхуде.

## Будівля

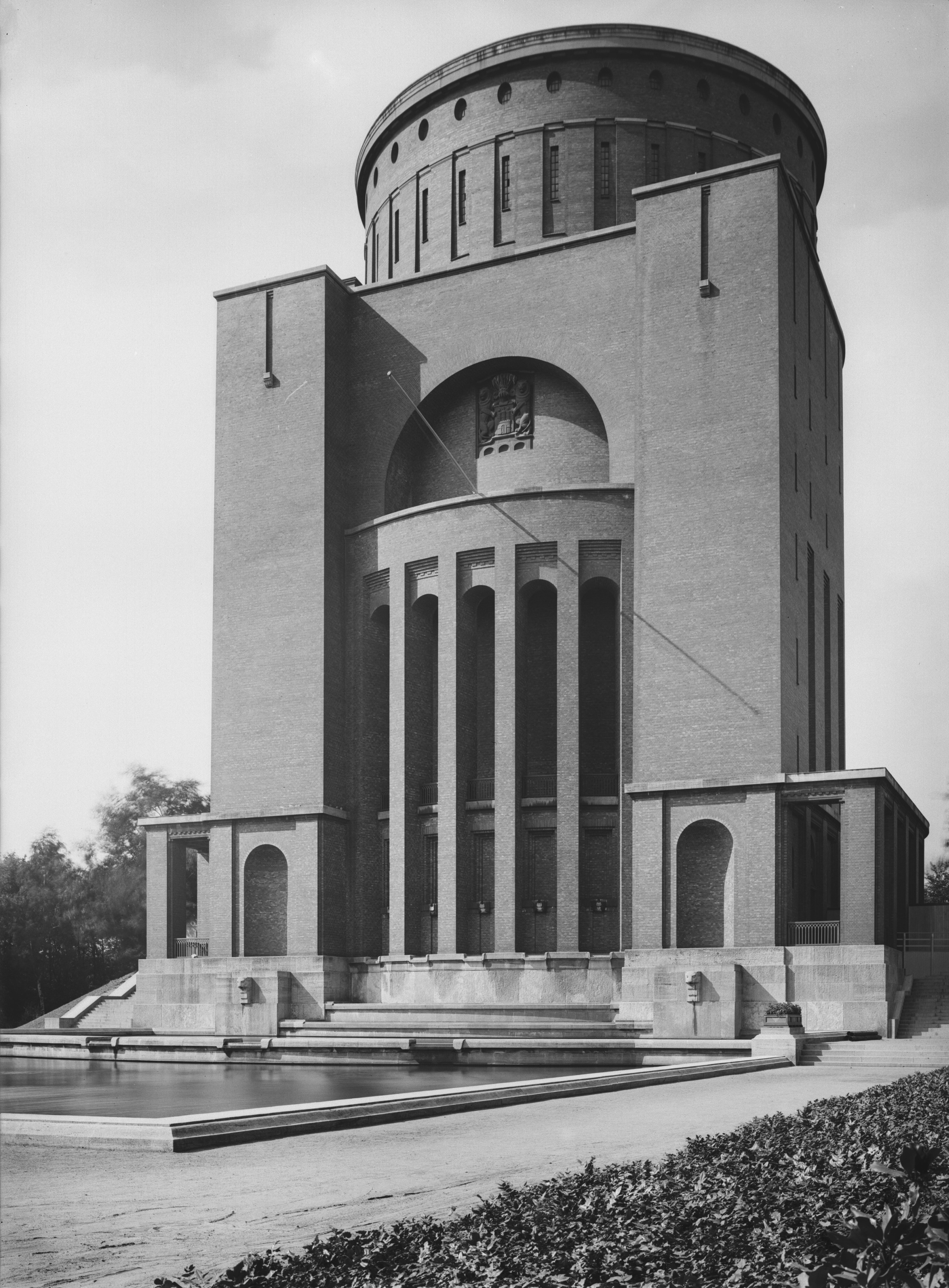
Водонапірна вежа в 1920

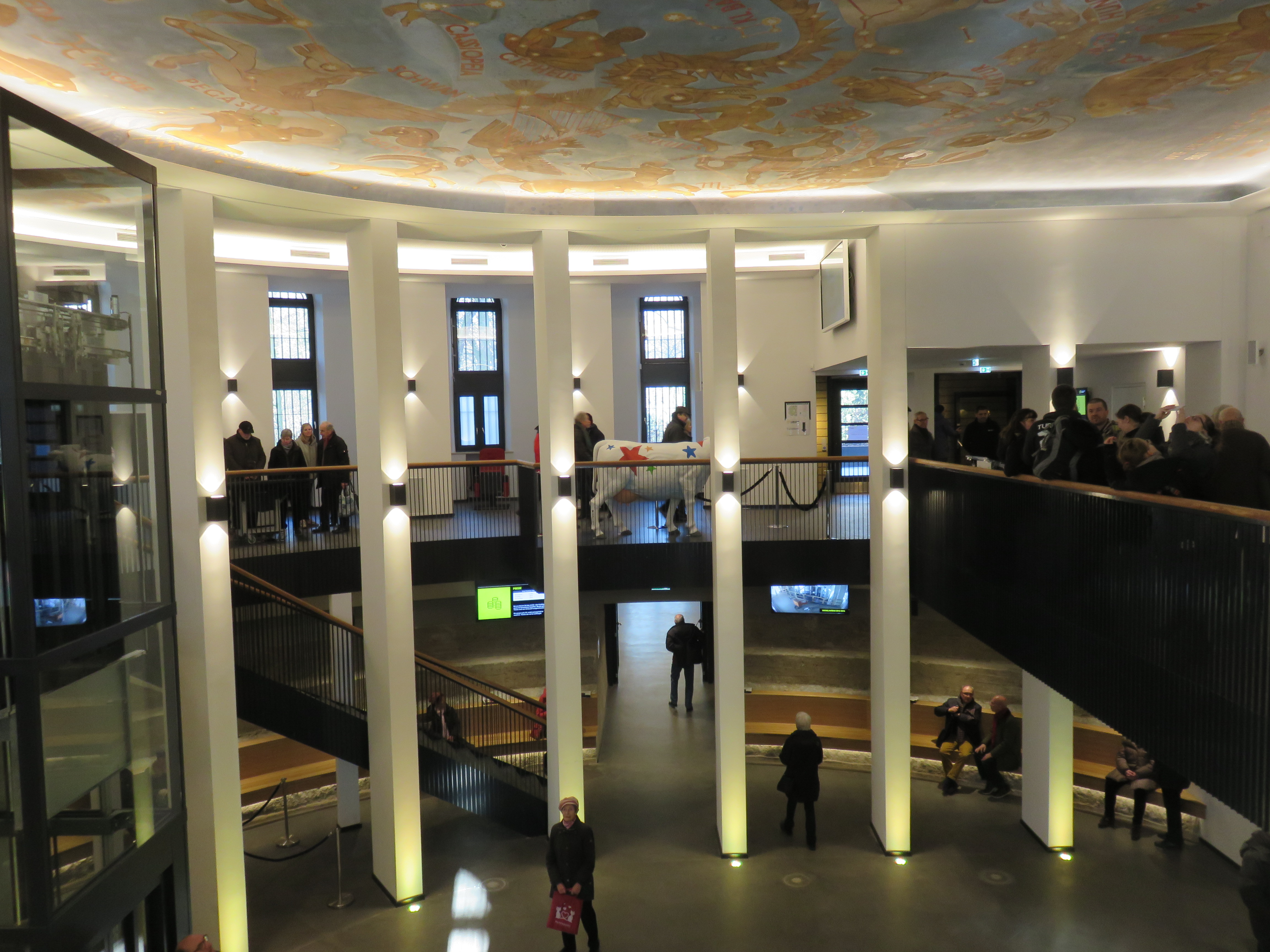
Фоє планетарію

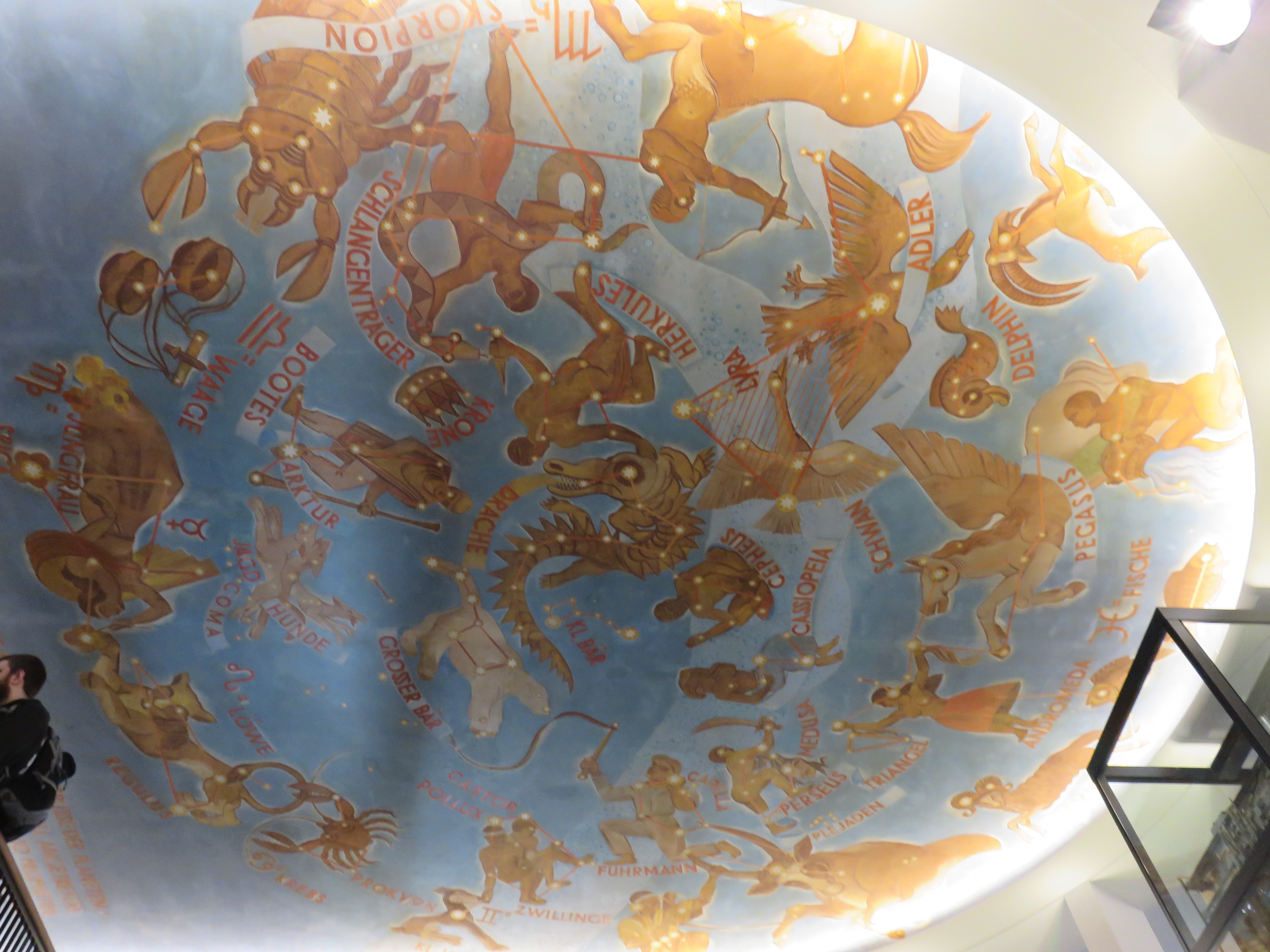
Розпис стелі у фоє

Вежу висотою майже 65 метрів побудували як водонапірну вежу між 1912 і 1915 роками, але використовували для цієї мети лише до 1924 року. Перетворення на планетарій почалося в 1929 році під керівництвом архітектора Ганса Лупа і виявилося дуже складним. Основою стала циліндрична кімната діаметром 22 м, розташована на висоті 23 м. Її розділили на два поверхи підвісною стелею. Верхній поверх став власне куполом планетарію, а на нижньому поверсі розмістили фоє з касами, виставкові та колекційні кімнати, кабінети. Планетарій відкрився 30 квітня 1930 року.
Центральним елементом закладу з моменту його відкриття був проєкційний купол діаметром 20,6 м, що робить планетарій одним з десяти великих планетаріїв Німеччини. (У Німеччині великими вважають планетарії з діаметром купола від 18 м). Початково місцями для сидіння були дерев'яні стільці й лавки, які в 1970-х роках замінили пластиковими сидіннями на 270 місць, а після реконструкції 2002—2003 років — на сучасні розкладні крісла. Тепер у планетарії є 253 місця.
Під час встановлення планетарію нижній поверх отримав бібліотеку німецького історика мистецтва Абі Варбурга з астрономічними та астрологічними книгами. З 31 травня 1993 року колекція Варбурга виставлена в повністю відреставрованому вигляді в іншій кімнаті, прямо під резервуаром для води. Колекція Варбурга більше не доступна для громадськості.
Фоє оформлювала художниця Доротеєю Мецель-Йоганнсен, однак під час роботи вона померла, і розписи завершував Генріх Грот. Виставка на нижньому поверсі зазнавала постійних змін з часом, адаптуючись до різних інтересів відвідувачів і керівництва планетарію. На початку в тематиці виставки переважала історія астрономії, але з часом увага дедалі більше зміщувалася в бік космічних подорожей і дослідження Сонячної системи. Наприкінці 1990-х років тут були моделі космічних апаратів, метеорити, фотографії Землі та Сонячної системи, один із найбільших на той час у світі глобусів Місяця.
Під час ремонту 2002—2003 років перепланували майже всі кімнати. Вхід перенесли у задню частину будівлі, а касова зона стала більш просторою та відкритою. Створили більше зон для пересування відвідувачів, кіоск з їжею та презентацію про історію планетарію. Під резервуаром для води додали ще один поверх, який тепер може слугувати виставковою та конференц-зоною.
З середини 2015 до кінця 2016 року планетарій капітально реконструювали. До одноповерхового фоє добудували нижній рівень, розширивши корисну площу планетарію на 1200 м². Кільцевий фундамент колишньої водонапірної вежі зламали з трьох боків, утворивши три додаткові наземні входи до нового нижнього рівня фоє. На верхній рівень фоє з доступом до зоряного залу можна потрапити на новому скляному ліфті та одному з двох ліфтів, які піднімаються на оглядовий майданчик висотою 45 метрів. Зберігся розпис стелі, створений у 1930 році, тематикою якого є міфологічні істоти на зоряному небі та поема Гете «Демони». Тепер планетарій також має кімнату для проведення заходів і кафе з відкритим садом. Планетарій знову відкрився 14 лютого 2017 року. Над зоряним залом все ще залишається простір колишнього резервуара для води, який дозволяє подальше розширення планетарію.
На 8 поверсі планетарію є оглядовий майданчик. До нього можна піднятися сходами або ліфтом. З нього видно весь Гамбург, зокрема Ельбську філармонію, міські церковні вежі, Сіті Норд, аеропорт Гамбурга, Янкампфбан, Мундсбурзькі вежі, Гамбурзький міський парк.

## Технічне оснащення

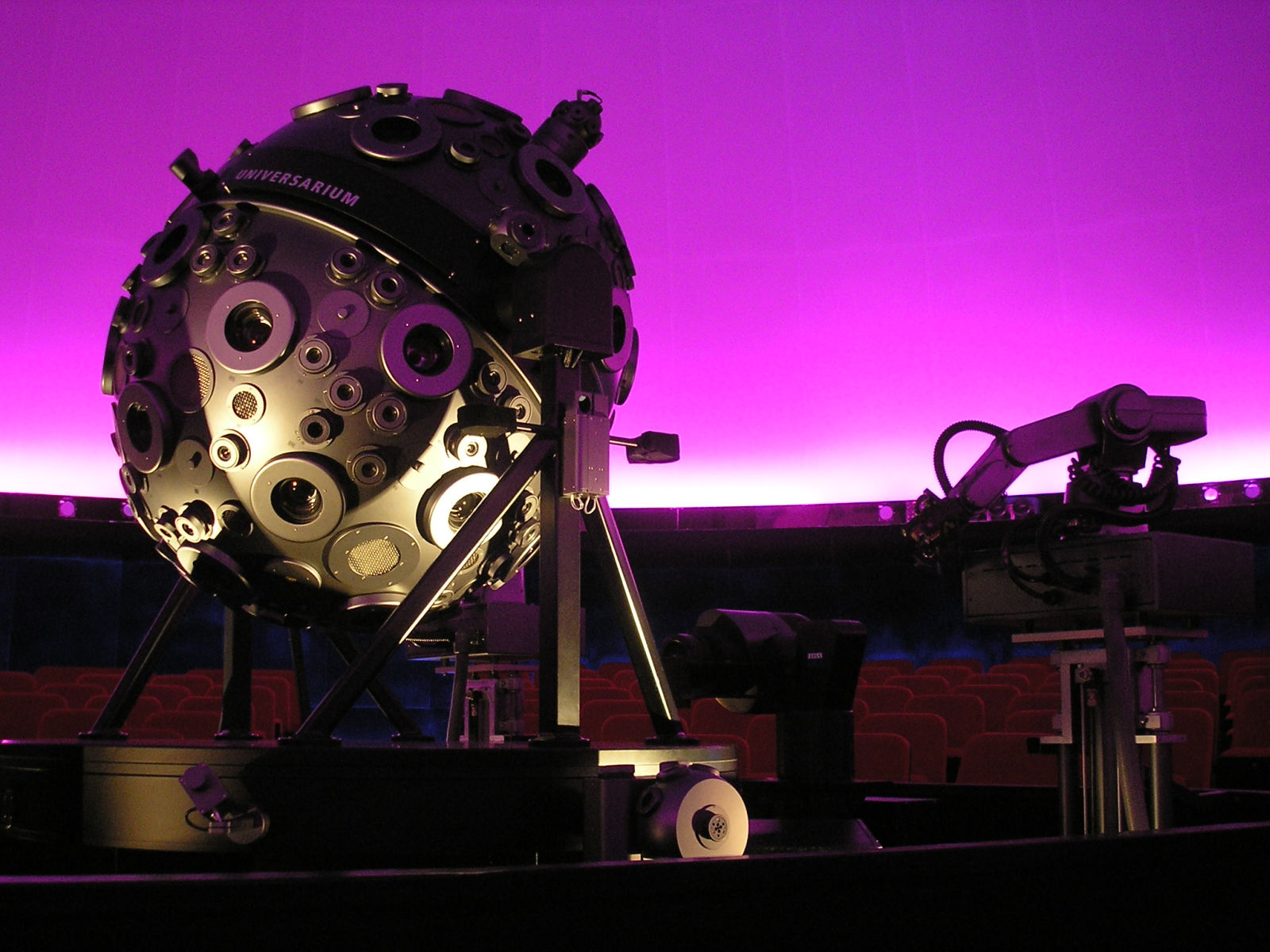
Проєктор Universarium (2006)

На момент відкриття планетарій був оснащений проєктором Zeiss Modell II, придбаного містом Гамбургом у 1925 році. У 1957 році проєктор замінили на Zeiss Modell IV, яку використовували 25 років і лише в 1983 році замінили на Zeiss Modell VI. Проєктори моделей II, IV і VI характерної гантелеподібної форми визначали образ Гамбурзького планетарію протягом багатьох десятиліть. Модель IV демонстрували в експозиції планетарію до ремонту 2002—2003 років.
У 2002—2003 роках планетарій капітально ремонтували 15 місяців, доповнивши його багатьма технічними нововведеннями. Новим проєктором став Zeiss IX Universarium. Крім того, система Digistar 5 від Evans & Sutherland використовує два відеопроєктори для проєктування на купол зображення та відео. З грудня 2006 року в планетарії працює система для лазерних шоу з дев'яти проєкторів, два з яких вільно переміщуються.
Після реконструкції планетарію в 2016 році Зоряний зал отримав нові сидіння, з яких глядачам легше стежити за проєкціями на зоряному куполі над головою. На зоряний проєктор Zeiss IX Universarium і систему Digistar 6 встановили нове програмне забезпечення.

## Керівники планетарію

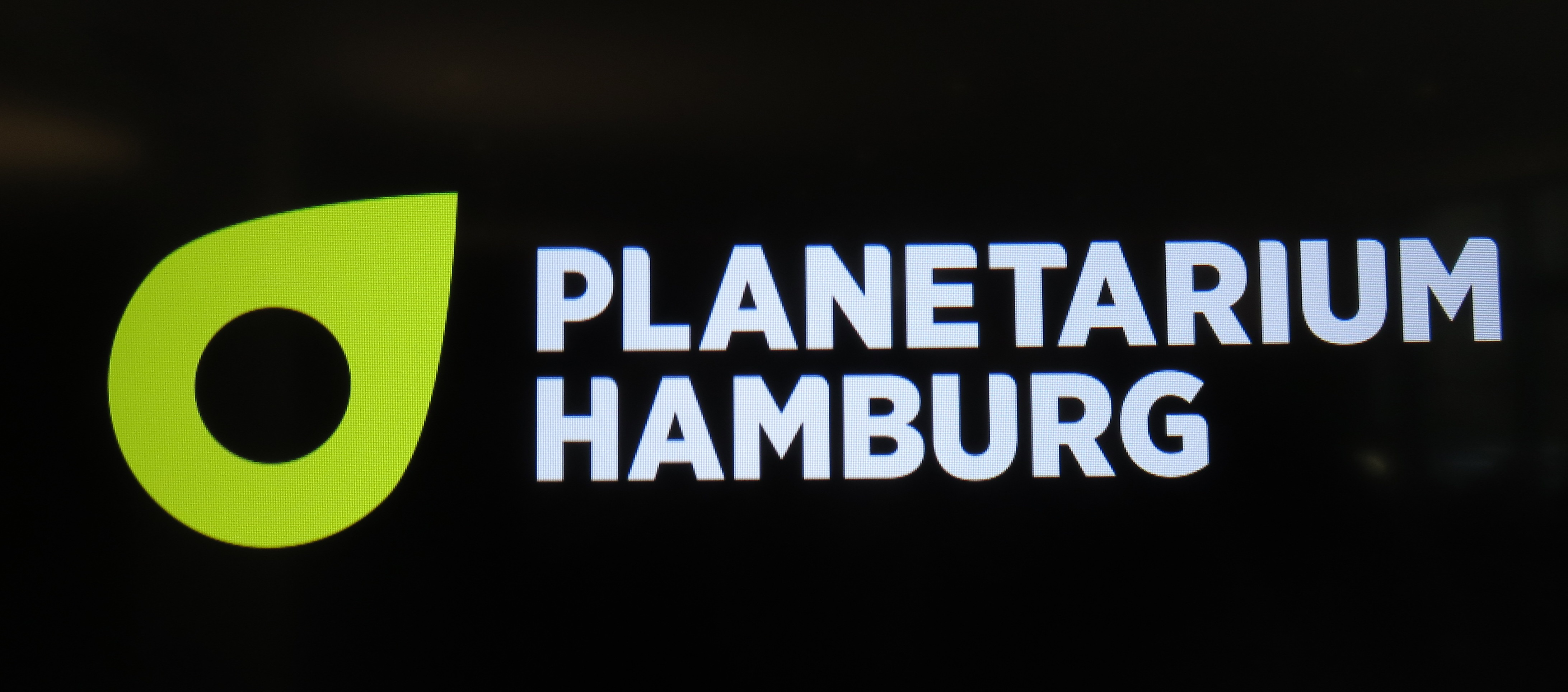
Логотип планетарію

- 1930—1934: Теодор Кернер[de]
- 1934—1964: Йоганнес Маєр
- 1964—1974: Йозеф Беллмер
- 1974—1975: Йоахім Екрутт і Ріхард Грамбов
- 1975—2000: Еріх Юбелакер[de]
- 2000—2022: Томас Краупе[1]
- З 2023 року: Бйорн Восс

## Програма планетарію
Спочатку роботою планетарію керувала шкільна адміністрація Гамбурга, і робота була спрямована на передачу учням базових астрономічних знань. З цієї причини аж до 1990-х зберігалось чітке розділення між виставами для шкіл, які проводилися лише в закритих групах, і виставами для широкої публіки. Під час окупації Німеччини союзниками після Другої світової війни відповідальність за роботу планетарію перейшла до Управління культури Гамбурга.
Коли планетарій очолив Еріх Юбелакер, тематика вистав поступово змінилася та розширилась. З'явились спеціальні лекції з запрошеними доповідачами (професійними астрономами, директорами інших планетаріїв, авторами книг або вченими з суміжних дисциплін). Наприкінці 1970-х років почалися перші експерименти з мультимедійними шоу, у яких замість зоряного неба центральне місце займали музика та візуальні ефекти. Пізніше під штучним зоряним небом з великим успіхом також проходили концерти класичної музики, започатковані під керівництвом диригента Роберта Стелі.
Під керівництвом Томаса Краупе в 2000-х роках планетарій відмовився від поділу вистав на шкільні та публічні, збільшилась кількість тем для презентацій, стало більше розважальних програм, особливо у вихідні дні та ввечері.
Протягом історії планетарію в ньому робили доповіді такі відомі дослідники космосу, як астрофізик Рудольф Кіппенхан, керівник НАСА Єско фон Путткамер, керівник ЄСА Реймар Люст, перший німецький космонавт Зигмунд Єн.